# Ma fille, ma rivale

Ma fille, ma rivale (Sweet Temptation) est un téléfilm américain réalisé par Ron Lagomarsino et diffusé le 6 mars 1996 à la télévision[réf. nécessaire].

## Synopsis
Jessie est propriétaire de sa pâtisserie et vit seule avec Jade, sa fille adolescente. Le jour où elle rencontre Billy, elle a le coup de foudre et se marie avec lui, sans prendre en compte leur différence d'âge. Tout se passe bien mais un soir, Billy persuade Jade de coucher avec lui. 

## Fiche technique
- Titre original : Sweet Temptation
- Réalisation : Ron Lagomarsino
- Scénario : Joyce Eliason
- Musique : Mark Snow
- Durée : 85 minutes
- Pays :  États-Unis

## Distribution
- Beverly D'Angelo : Jesse Larson
- Jenny Lewis : Jade Larson
- Rob Estes : Billy Stone
- Francia Dimase : Caroline
- Wendy Lawless : Denise
- Ted Shackelford : Les Larson
- Judyann Elder : Teak
- Natasha Dorfhuber : Molly Stone
- Brian Donovan : Shand
- Mary Joy : Docteur
- John LaMotta : Gino
- David Quittman : Adam Stone
- Michael Raimi : l'homme au téléphone